# Portræt af Frédéric Chopin og George Sand
Portræt af Frédéric Chopin og George Sand er et ufærdigt oliemaleri fra c.1838 af den franske maler Eugène Delacroix. Maleriet i dets oprindelige form er gået tabt.

## Motiv
Portræt af Frédéric Chopin og George Sand er et dobbeltportræt af den polske komponist Frédéric Chopin (1810-1849) og den franske forfatterinde George Sand (pseudonym for Aurore Dupin) De to var på daværende tidspunkt kærester, og begge var nære venner med Delacroix. Chopin spiller klaver og Sand sidder lidt til venstre for ham, mens hun lytter til hans klaverspil og syer (hvilket var en af hendes hobbyer).

## Baggrund
Det er et af kun få portrætmalerier af Delacroix, og det forblev i hans atelier indtil hans død. Men derefter blev det skåret op så det endte som to separate portrætmalerier. Chopin næsten udelukkende hovedet, mens der til Sand var plads også til det meste af overkroppen. En stor del af det oprindelige lærred gik tabt ved opdelingen. Den oprindelige komposition kendes ikke, men en forberedende skitse viser hvordan han antagelig havde tænkt sig det skulle udmønte sig. Årsagen til delingen vides ikke, men det antages at den daværende ejer mente at to portrætter ville kunne indhente en højere pris end blot et. Portrættet af George Sand (81 × 56 cm), som almindeligvis antages for at være den mest interessante, er udstillet på Ordrupgaard i Jægersborg Dyrehave nord for København, mens portrættet af Chopin (46 × 38 cm), samt skitsen, befindes sig på Louvre i Paris.

- George Sand (Aurore Dupin).
- Frédéric Chopin
- Original forberedende skitse